# Corynespora trichiliae
Corynespora trichiliae är en svampart som beskrevs av M.B. Ellis 1960. Corynespora trichiliae ingår i släktet Corynespora och familjen Corynesporascaceae.   Inga underarter finns listade i Catalogue of Life.